# TSR3
TSR3 (англ. TSR3, acp transferase ribosome maturation factor) – білок, який кодується однойменним геном, розташованим у людей на короткому плечі 16-ї хромосоми. Довжина поліпептидного ланцюга білка становить 312 амінокислот, а молекулярна маса — 33 596.
| 10         |  | 20         |  | 30         |  | 40         |  | 50         |
| ---------- |  | ---------- |  | ---------- |  | ---------- |  | ---------- |
| MGRRRAARGP |  | GAEGGRPRHL |  | PTRSLEAFAE |  | EVGAALQASV |  | EPGAADGEGG |
| PGPAALPCTL |  | AMWELGHCDP |  | RRCTGRKLAR |  | LGLVRCLRLG |  | HRFGGLVLSP |
| VGKQYASPAD |  | RQLVAQSGVA |  | VIDCSWARLD |  | ETPFGKMRGS |  | HLRLLPYLVA |
| ANPVNYGRPY |  | RLSCVEAFAA |  | TFCIVGFPDL |  | AVILLRKFKW |  | GKGFLDLNRQ |
| LLDKYAACGS |  | PEEVLQAEQE |  | FLANAKESPQ |  | EEEIDPFDVD |  | SGREFGNPNR |
| PVASTRLPSD |  | TDDSDASEDP |  | GPGAERGGAS |  | SSCCEEEQTQ |  | GRGAEARAPA |
| EVWKGIKKRQ |  | RD         |  |            |  |            |  |            |

A: Аланін

C: Цистеїн

D: Аспарагінова кислота

E: Глутамінова кислота

F: Фенілаланін

G: Гліцин

H: Гістидин

I: Ізолейцин

K: Лізин

L: Лейцин

M: Метіонін

N: Аспарагін

P: Пролін

Q: Глутамін

R: Аргінін

S: Серин

T: Треонін

V: Валін

W: Триптофан

Кодований геном білок за функцією належить до фосфопротеїнів. 
Задіяний у таких біологічних процесах, як процесмнг рРНК, біогенез рибосом. 